# Christoph Quest
Christoph Quest (Berlin, 1940. október 8. – Berlin, 2020. január 18.) német színész.

## Filmjei
Mozifilmek
- Wälsungenblut (1964)
- Ein ganz perfektes Ehepaar (1974)
- 1 + 1 = 3 (1979)
- Sonntagskinder (1980)
- Es wäre gut, daß ein Mensch würde umbracht für das Volk (1991)
- Hajó a vége (Boat Trip) (2002)

Tv-filmek
- Niemandsland (1965)
- Die eigenen vier Wände (1965)
- Über Deutschland (1965)
- Goya (1969)
- Tartuffe oder Der Betrüger (1970)
- Flint (1972)
- Das Klavier (1972)
- Polly oder Die Bataille am Bluewater Creek (1975)
- Das Wunder der Erziehung (1978)
- Muttertreu (1982)
- Die Geschwister Oppermann (1983)
- Lindhoops Frau (1985)
- Wanderung durch die Mark Brandenburg (1986)
- Väter und Söhne (1986)
- Die Staatskanzlei (1989)
- Post Mortem – Der Nuttenmörder (1997)
- Ben & Maria – Liebe auf den zweiten Blick (2000)
- Gefährliche Träume – Das Geheimnis einer Frau (2000)
- Die Entführung aus dem Serail (2000)
- Edgar Wallace – Die vier Gerechten (2002)
- Die Entführung aus dem Serail (2011)

Tv-sorozatok
- Hamburg Transit (1974, egy epizódban)
- PS - Geschichten ums Auto (1975–1979, hét epizódban)
- Geschichten aus der Zukunft (1978, egy epizódban)
- Union der festen Hand (1978, két epizódban)
- Matt 13 lépésben (Matt in 13 Zügen) (1984, 13 epizódban)
- Zöld brigád (Brigade verte) (1985, egy epizódban)
- Spielergeschichten (1988)
- Tetthely (Tatort) (1988, 2002, két epizódban)
- Stadtklinik (1993–1998, 28 epizódban)
- Eine Frau wird gejagt (1995, egy epizódban)
- Balko (1995, egy epizódban)
- Hallo, Onkel Doc! (1995, egy epizódban)
- SK Babies (1996, egy epizódban)
- Tanja (1997–1999, három epizódban)
- Parkhotel Stern (1998, egy epizódban)
- Nicht von schlechten Eltern (1998, egy epizódban)
- A zsaruk király (Der König) (1998, egy epizódban)
- Cobra 11 (1998, 2004, két epizódban)
- Rosa Roth (1999, egy epizódban)
- A Bohóc (Der Clown) (1999, egy epizódban)
- Herzschlag – Das Ärzteteam Nord (1999–2002, 42 epizódban)
- SK Kölsch (1999–2006, 41 epizódban)
- SOKO Leipzig (2001–2006, három epizódban)
- Der kleine Mönch (2002, egy epizódban)
- Im Namen des Gesetzes (2002, 2005, két epizódban)
- Edel & Starck (2004, két epizódban)